# Ventura County FC
LA Galaxy II é um clube de futebol da cidade de Carson, California. A equipe é uma subdivisão do Los Angeles Galaxy

## História
Fundado com a intenção de aprimorar as categorias de base do clube, a equipe disputou sua primeira temporada em 2014, chegando as semifinais. Em 2015 foi vice campeão sendo derrotado na final para o Rochester Rhinos.Em 2016 foi eliminado nas quartas de finais de conferência para o Swope Park Rangers.